# Rosa da Lima
Rosa da Lima, o Rosa di Santa Maria, al secolo Isabel Flores de Oliva (Lima, 20 aprile 1586 – Lima, 24 agosto 1617), è stata una religiosa peruviana del terz'ordine domenicano. È stata canonizzata nel 1671 da papa Clemente X ed è la santa patrona del Perù, suo paese di origine.

## Biografia
Rosa nacque a Lima, nel ricco Perù, il 20 aprile 1586 da una nobile famiglia di origine spagnola, decima di tredici figli, e fu battezzata con il nome di Isabella. Il padre si chiamava Gaspare Flores, gentiluomo della Compagnia degli Archibugi, la madre donna Maria de Oliva. Quindi il suo nome completo era Isabella Flores de Oliva. Questo però sarà poi dimenticato in favore del nome che le diede la serva affezionata, di origine india, che le faceva da balia, la quale, colpita dalla bellezza della bambina, secondo il costume indios le diede il nome di un fiore, nello specifico una rosa.
I suoi numerosi agiografi (esistono circa 400 agiografie su di lei), raccontano che a tre mesi dalla nascita la sua culla sarebbe stata circondata da rose.
Fu cresimata dall'allora arcivescovo di Lima, anche lui Santo, Turibio de Mogrovejo, che le confermò, tra l'altro, in onore alle sue straordinarie doti fisiche e morali, quell'appellativo datole dalla serva india, Rosa. E ad esso aggiunse anche "di Santa Maria" ad esprimere il tenerissimo amore che sempre ebbe per la Vergine, soprattutto sotto il titolo di Regina del Rosario, la quale non mancò mai durante la sua vita di comunicarle il dono dell'infanzia spirituale fino a farle condividere la gioia e l'onore di stringere spesso tra le braccia il Bambino Gesù.
Visse un'infanzia serena ed economicamente agiata. Ben presto, però, la sua famiglia subì un tracollo finanziario. Rosa, che aveva studiato con impegno, aveva una discreta cultura ed aveva appreso l'arte del ricamo. Si rimboccò quindi le maniche, aiutando la famiglia in ogni genere di attività, dai lavori casalinghi alla coltivazione dell'orto ed al ricamo, potendosi così guadagnare da vivere.
Fin da piccola comunque aspirava alla vita religiosa. Il suo modello di vita e di fede era diventata Caterina da Siena, di cui aveva letto gli scritti sin da quando imparò a leggere, e a vent'anni vestì l'abito del Terz'Ordine, oggi Laicato Domenicano, dell'Ordine dei Predicatori (Domenicani). Fu la testimonianza della Santa Senese a sviluppare ancora di più in Rosa l'amore incondizionato per Cristo, per la sua Chiesa e per i fratelli indios verso i quali nutriva una profonda solidarietà sin dall'infanzia.
Le fu ben presto concesso di allestire nella casa materna, situata nel centro di Lima, una sorta di ricovero per assistere i poveri, i bisognosi, bambini e anziani abbandonati e specialmente di origine india.
Come Caterina, Rosa fu ben presto resa degna di soffrire la Passione del Signore sulle sue carni; provò pure la sofferenza della notte oscura, che durò per molti anni. Ebbe anche lo straordinario dono delle nozze mistiche. In più la sua vita spirituale fu caratterizzata di altri vari carismi come quello di compiere miracoli di vario genere, della profezia e della bilocazione.

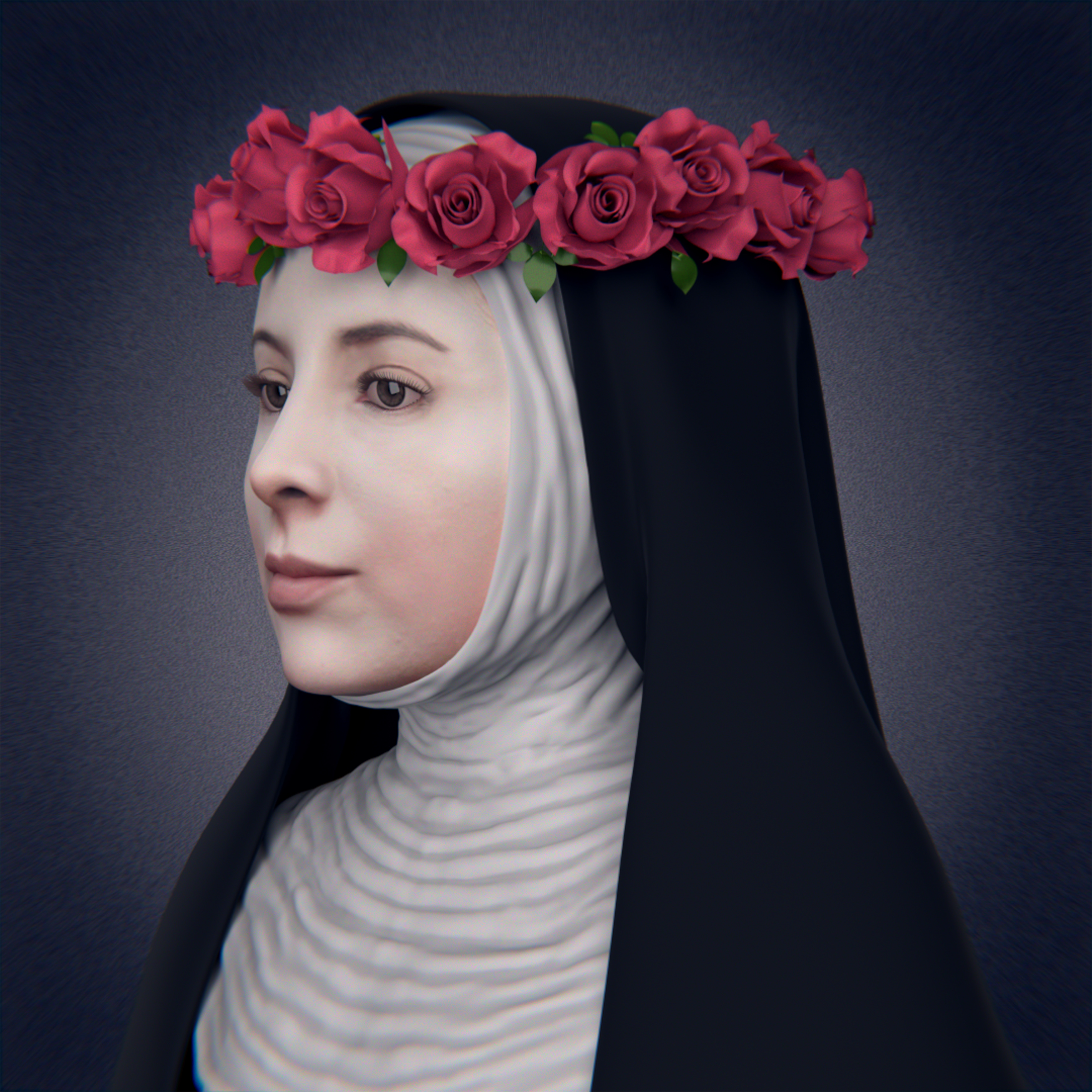
Ricostruzione facciale di santa Rosa da Lima eseguita dal designer Cícero Moraes a partire dallo studio del suo cranio.

Dal 1609 si ritirò in un'angusta cella di circa due metri quadrati, ubicata sempre nel giardino della casa materna, fredda d'inverno e afosa d'estate, per meglio pregare in unione con il Signore. Ne usciva soltanto per partecipare alle funzioni religiose. Trascorreva gran parte delle sue giornate in ginocchio a pregare ed in stretta unione con il Signore e spesso resa partecipe di visioni mistiche, che iniziarono a prodursi con impressionante regolarità tutte le settimane, dal giovedì al sabato. Alla preghiera si alternavano poi autoflagellazioni, veglie e digiuni, mentre la sua vita ascetica continuava a essere costellata di visioni, grazie, ma anche vessazioni diaboliche.
Nel 1614, su obbligo dei familiari, si trasferì nell'abitazione della nobile Maria de Ezategui, dove morì tre anni dopo, all'età di trentun'anni, il 24 agosto 1617, consumata dalle penitenze che non rinunciò mai di chiedere al Signore in preghiera, offerte per la salvezza dei peccatori e per la conversione delle popolazioni indigene.
Per tutta la vita condivise particolarmente la sofferenza dei fratelli indios, avviliti, emarginati, vilipesi e maltrattati soltanto a motivo della loro diversità etnica e sociale.
Quando sentì avvicinare la morte, tradizione vuole che confidò alle sue consorelle: «Questo è il giorno delle mie nozze eterne». Era il 24 agosto 1617, festa di San Bartolomeo.
Dopo la sua morte il capitolo, il senato e le corporazioni più rispettabili della città accompagnarono il suo corpo al luogo della sepoltura ma la folla di persone che si era radunata era tale che non fu possibile fare il funerale per diversi giorni. Venne seppellita in forma privata nel chiostro della chiesa di San Domenico, come aveva chiesto, ma in seguito il suo corpo venne trasportato all’interno della chiesa stessa.
Il suo corpo è conservato e venerato a Lima nella Basilica Domenicana del Santo Rosario.

## Culto

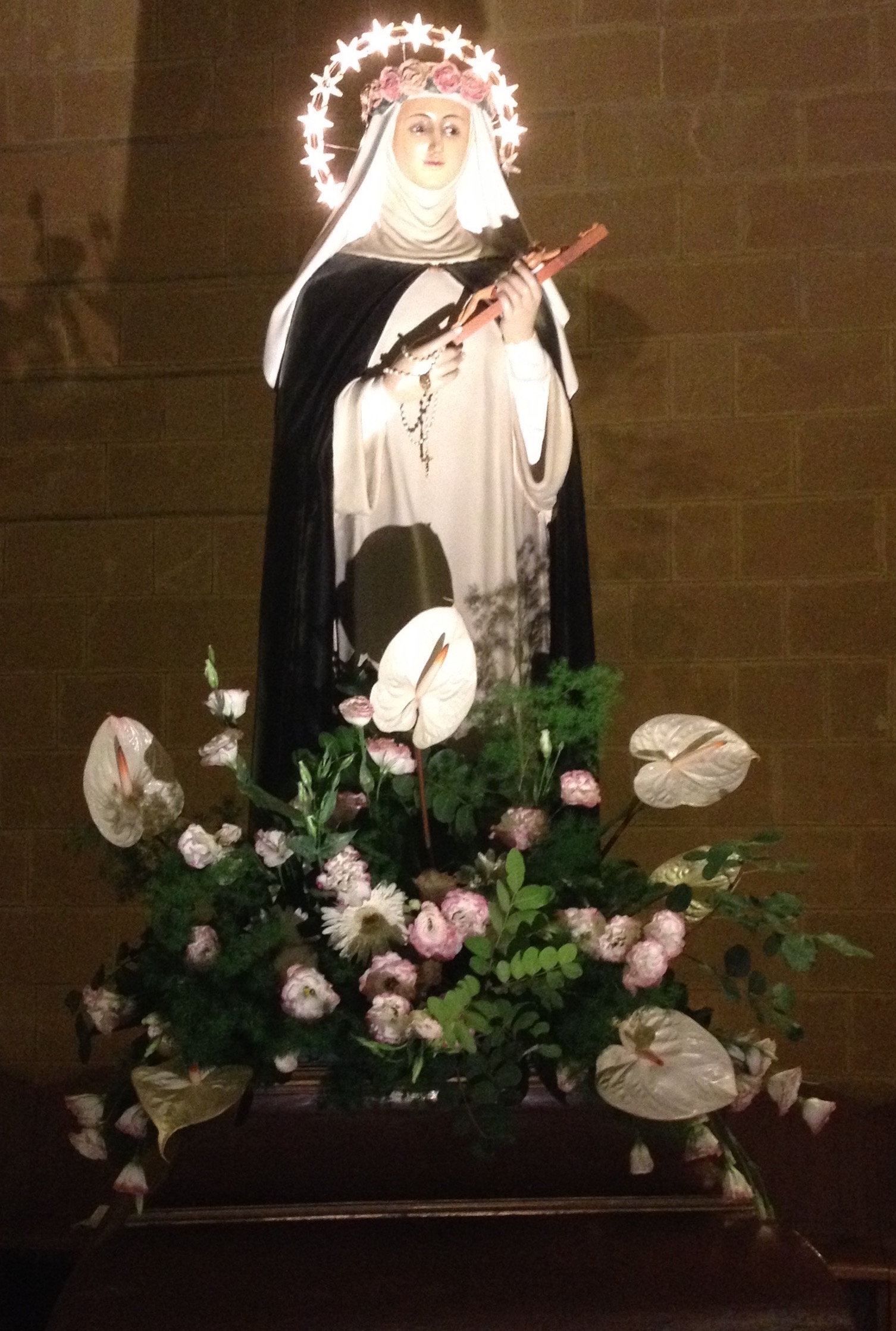
Statua di Santa Rosa da Lima nella parrocchia e lei intitolata a Lecce intronizzata in onore della sua festività il 23 agosto.

Già mentre era in vita la sua fama di santità fu molto grande e sentita. Un episodio più caratteristico presenta la santa abbracciata al tabernacolo per difenderlo dai calvinisti olandesi all'assalto della città di Lima. L'inattesa liberazione della città, dovuta all’improvvisa morte dell'ammiraglio olandese, fu attribuita alla sua intercessione.
Fu beatificata nel 1668 da papa Clemente IX e soltanto due anni dopo fu inaspettatamente proclamata patrona principale delle Americhe, del Nuovo Mondo, delle Filippine e delle Indie Occidentali. Fu un riconoscimento del tutto inusuale e insolito per l'epoca visto che per decreto papale di circa mezzo secolo prima si stabiliva che nessuna figura poteva essere dichiarata patrona se non fosse prima stata canonizzata: la venerazione per questa giovane figura era ormai talmente forte che la canonizzazione avvenne solo tre anni dopo, il 12 aprile 1671 da parte di papa Clemente X, divenendo così la prima dei santi americani.
È invocata in caso di ferite, contro le eruzioni vulcaniche e anche in caso di litigi familiari.
La commemorazione liturgica ricorre il 23 agosto (il 30 agosto nella messa tridentina).
A lei sono intitolate quattro parrocchie in territorio italiano: a Palermo, a Torino, a Lecce nel quartiere a lei dedicato e ad Alano di Castellabate in provincia di Salerno, ove vengono custodite alcune reliquie con un'urna che rappresenta la santa nel soave momento della sua morte.
Nel XVII secolo, santa Rosa fu assunta come patrona del castello (cittadina murata) di Spilamberto in provincia di Modena, governato all'epoca dalla nobile famiglia dei Rangoni. La ragione di tale decisione è da ricercare nel nome del paese: Spilamberto deriva infatti da spinum e Lamberti (letteralmente La spina - verosimilmente per: Lo spinaio - di Lamberto), e un documento d'archivio spiega che «affinché alle spine di Lamberto non mancasse una rosa, gli abitanti del castello assunsero quella di Lima» (ne spinis Lamberti rosa deesset Limanam assumpserunt).

## Cultura di massa

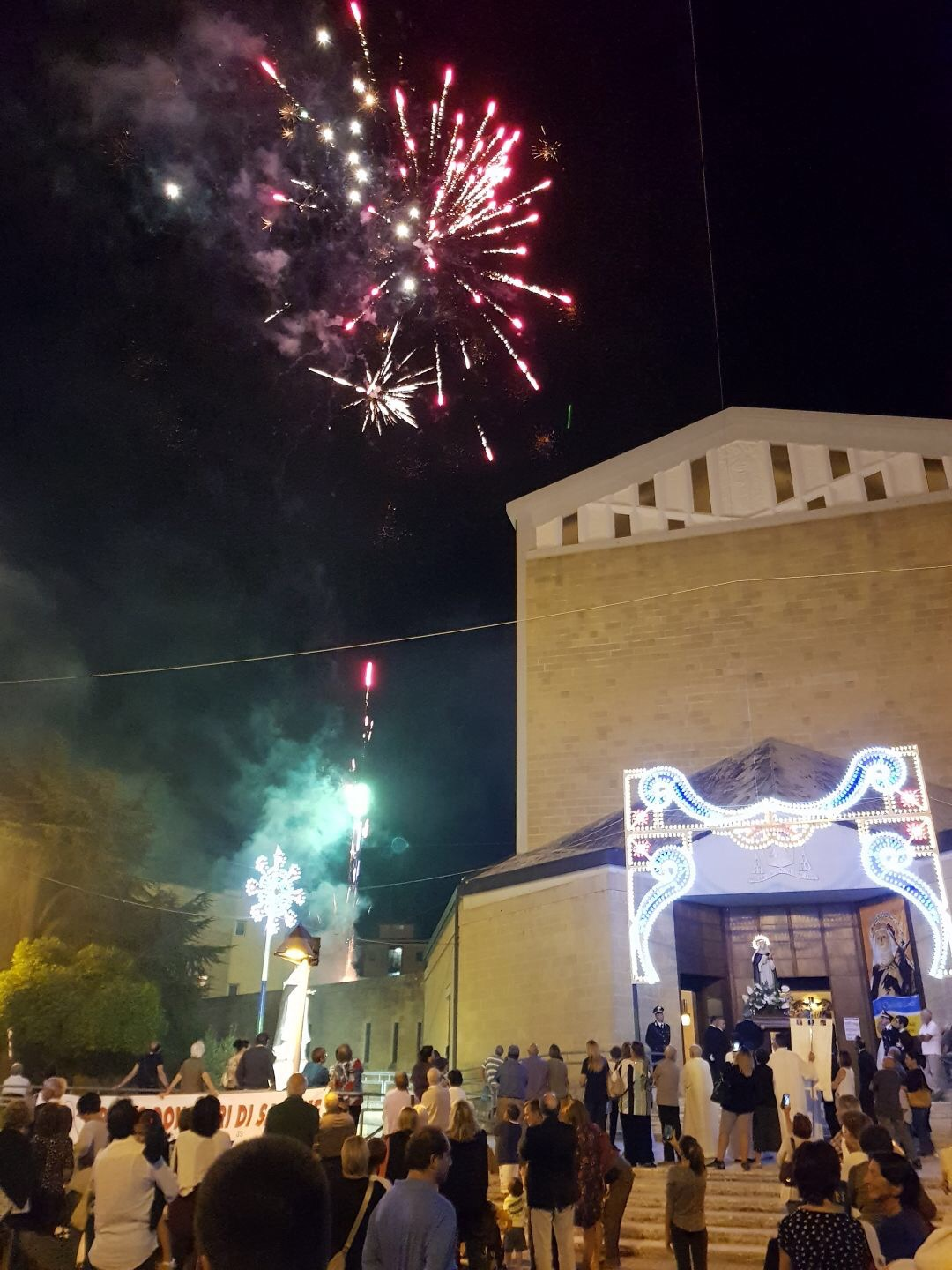
Festività civili per la ricorrenza di Santa Rosa nel quartiere a lei intitolato e di cui è patrona nella città di Lecce.

A santa Rosa fu dedicato un dolce, la sfogliatella Santarosa, inventato nel Settecento dalle monache domenicane del Conservatorio di Santa Rosa da Lima di Conca dei Marini, una cittadina sulla costiera amalfitana.
A Callao (il porto di Lima), un'iconografia la vede raffigurata con un’ancora, nonostante venga dipinta solitamente con una corona di rose sulla testa o anche in grembo o su un vassoio.

### Cinema
- Rosa de América, regia di Alberto de Zavalía (1946)